# 赤坎镇
赤坎鎮是中华人民共和国广东省江门市开平市下辖的一个镇。2019年被评为中国文化百强镇。

## 概況
赤坎鎮的歷史大約有350年。面積61.4平方公里（其中鎮區5平方公里），人口約3.8萬，港、澳、台及外國華僑超過16萬，是著名僑鄉。距開平市中心12公里，歷史上曾是開平縣城所在地，后來才挪到三埠鎮，即現開平市區。
赤坎鎮原先由新會縣分割出來，由於潭江的各支流包圍著赤坎鎮，赤坎鎮的水路交通相當發達。据1991年修的鎮志記載，1676年赤坎已有水渡碼頭。但隨著現代陸路交通工具的進化，水陸交通已經沒落。2018年7月1日，高鐵開平南站首班列車停靠。2021年5月28日，連接水口鎮的金山大橋開通。

## 行政区划
赤坎镇下辖以下地区：
渔业社区、墟镇社区、五龙村、灵源村、芦阳村、石溪村、红溪村、树溪村、永坚村、中股村、南楼村、塘联村、沙溪村、新建村、两堡村、护龙村、小海村、新联村、五堡村、塘美村和中庙村。

## 景點、特色和掌故
雖然歷史不如中國其他名古鎮如周庄、乌镇、朱仙、黄姚等悠久，但赤坎鎮位處著名僑鄉，另有一番中西合璧的古樸味道。因此有“中国第五名古镇”之稱。

### 歐陸風情街
赤坎鎮的堤西路被譽爲歐陸風情街，沿路商鋪建築風格保存良好，充滿1920年代的味道。早年旅美、歐的本地華僑帶囘國外建築圖紙再融合本地傳統建築風格，建造出一批中西合璧的樓房。其特色主要體現在樓頂建築。
嶺南地區常見的騎樓在赤坎鎮非常普遍，堤西路也不例外。据統計，赤坎鎮共有3公里騎樓，約600座房子。

### 赤坎古镇风情陈列馆
景辉楼置身在赤坎镇著名的欧陆风情街，与赤坎影视楼仅一墙之隔，是了前往参观了解赤坎古镇百年历史的唯一场所，景辉楼是岭南水乡著名的骑楼，以民国时期名医张景辉而命名。楼高三层，建筑长45米，宽5米，楼高三层。每层都有双客厅、双寝室、双开放式楼梯，垂直天窗，桥式天井，属典型的岭南古镇骑楼民居。
一楼是赤坎古镇历史陈列馆，内有二十年代的股票、中国第一部收银机、兰桂院妓女房的原物和原貌布置，珍藏妓女原装的名片，民国时期原物组成的新娘洞房等等，合共有500多件历史实物。二楼是民国时期名人张景辉的故居，内中民国式的家具布置。

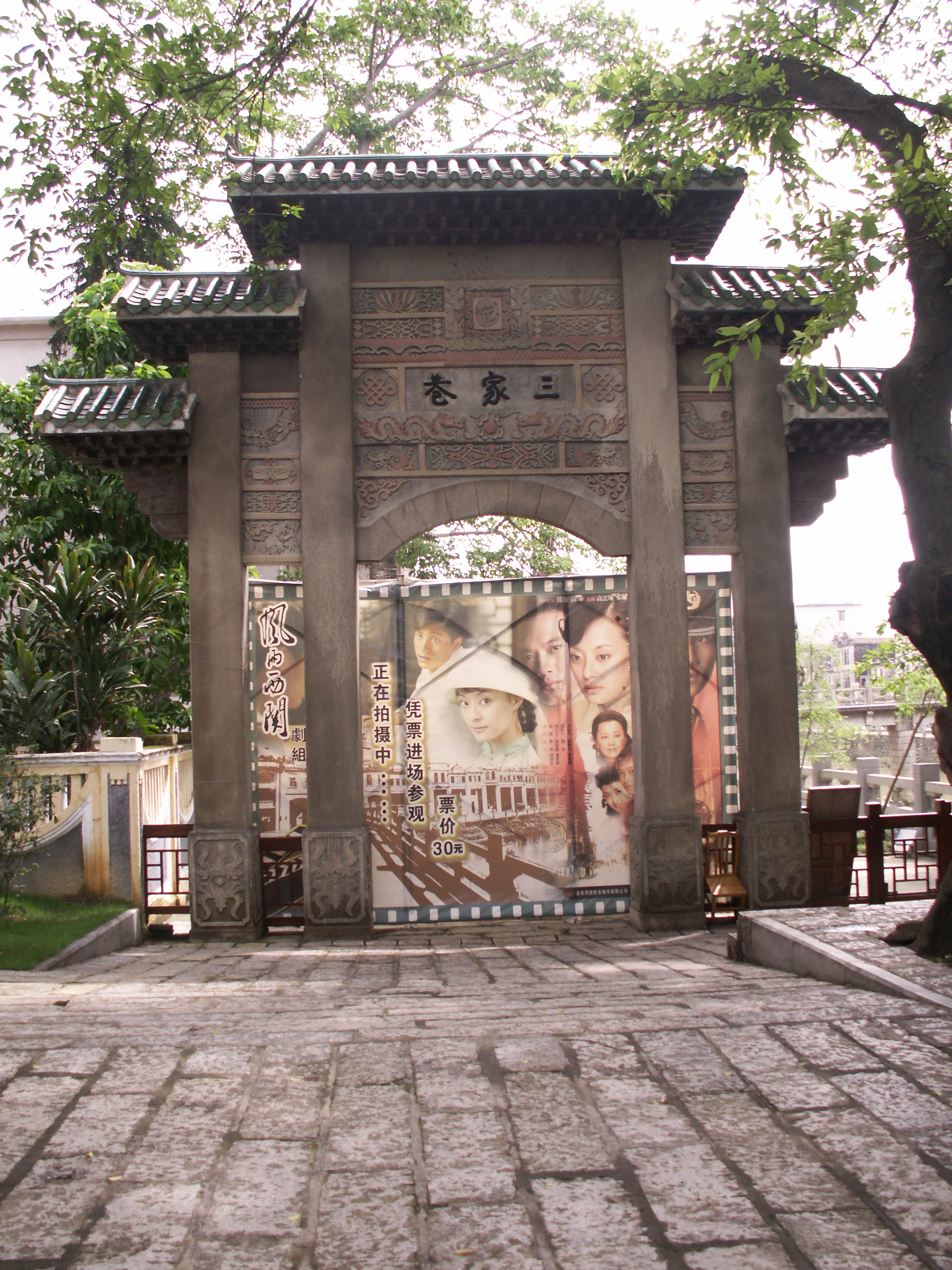
赤坎影視城入口，海報為《風雨西關》的拍攝宣傳

### 影視城
由於本地古舊建築衆多，城市風貌古樸，此地成爲國内外不少電影電視製作人青睞的拍攝地點。早在1939年，就有電影人司徒慧敏在本地拍攝抗日電影《保卫大四邑》。此後陸續有《三家巷》、《香江风云》、《廖仲恺》和《醉拳Ⅱ》、《六两金》、《南线大追歼》、《香港的故事》、《阮爱国在香港》（中越合拍）等影視作品在本地拍攝。
當地政府爲了吸引遊客並吸收資金進行文物修繕，2005年建成了赤坎影視城。該城佔地6萬平方米，縂投資2000萬人民幣。电视连续剧《風雨西關》、《三家巷》及港劇《東山飄雨西關晴》亦在此拍攝。

### 兩大家族
本地鎮區面積5平方公里，但古鎮區僅3平方公里。然而這裡卻清晰地被劃分為兩大家族的地盤。江北是司徒氏族人，江南則是關氏族人。其聚居區内也有外姓人居住，但他們互相之間絕不混住。
作爲開拓者，經過多年發展，兩家都成爲開平地區的望族。而隨著地區發展，兩家也在各方面開始明爭暗鬥。最初在赤坎設墟的是司徒氏，選定的趕集日期是逢三、八日。至今當地仍有一地區名“三八墟”，即由此而來。後來關族人也將原設于他處的市墟遷至赤坎。兩墟一開始便一東一西，直至如今赤坎鎮仍分上埠下埠。隨著墟鎮逐漸擴大，兩家開始因爲經濟利益發生摩擦。嘉庆後期及道光年間甚至出現過為爭場地幾乎發生械鬥的事情，均需要官府出面調停。到民國十四年（1925年），圍繞土地產權問題再次出現糾紛，法院裁決執行的時候雙方幾乎駁火。

### 圖書館

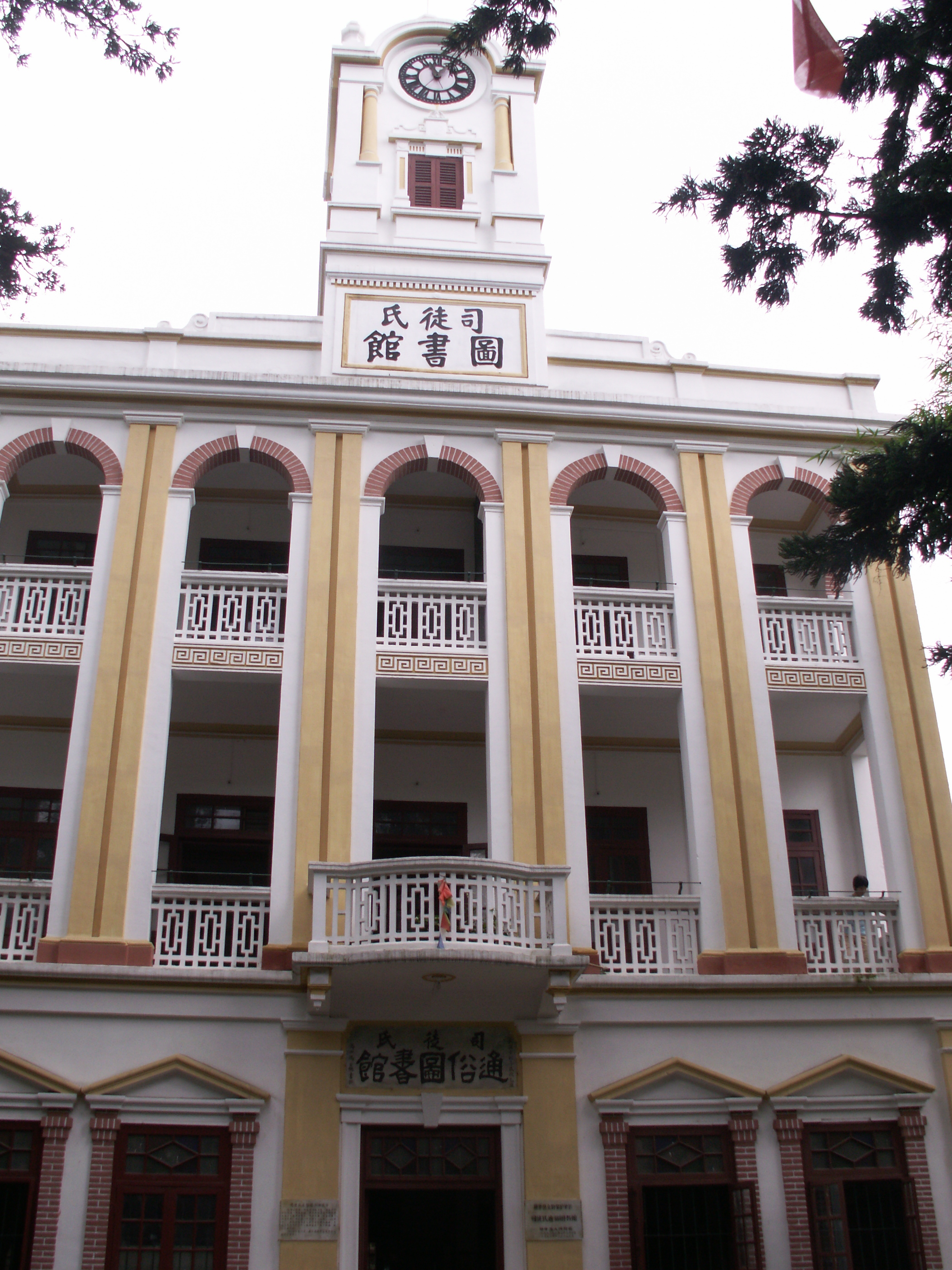
司徒氏圖書館

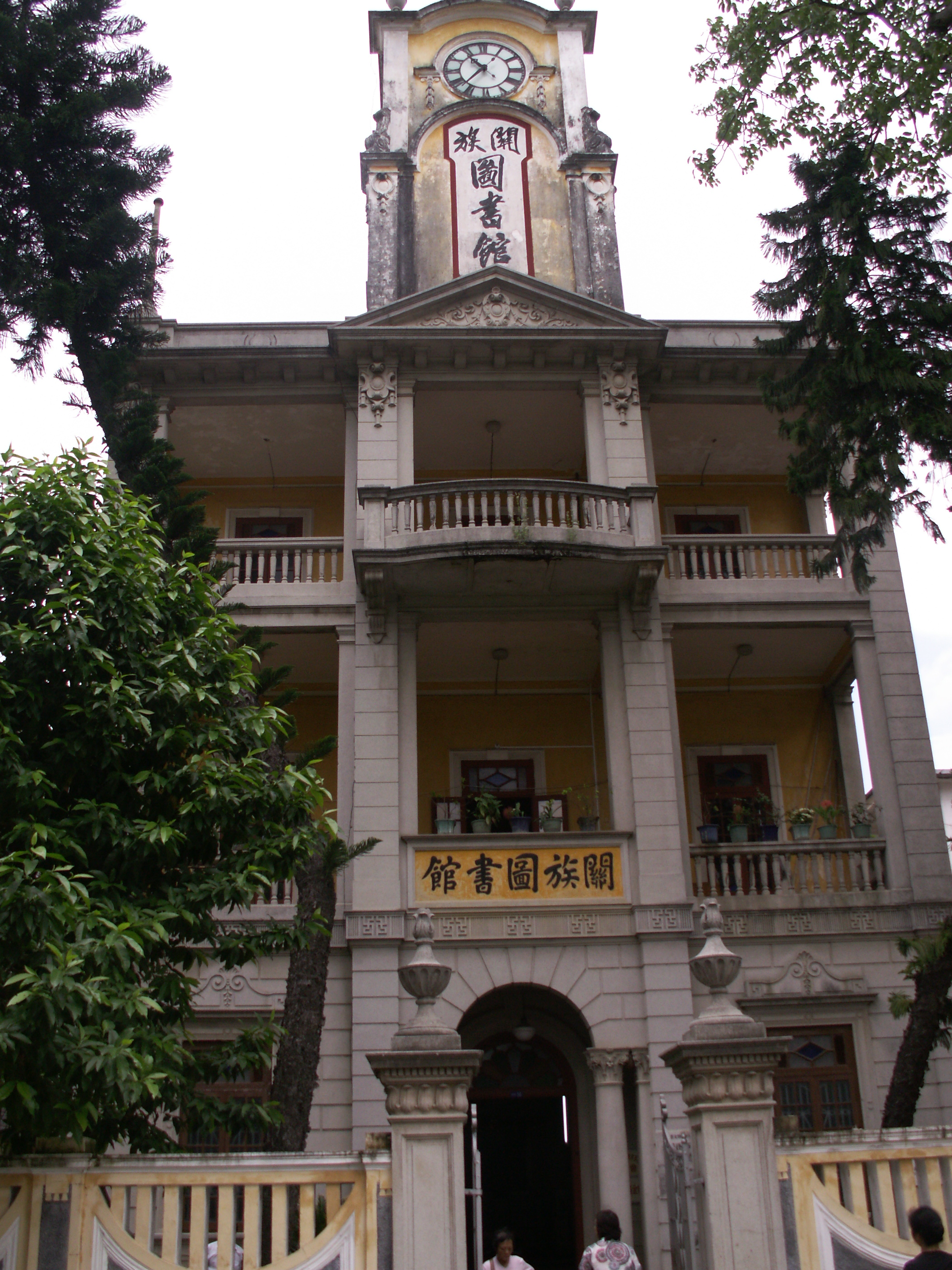
關族圖書館

赤坎鎮最奇特的景觀，莫過於小小的地方竟然有兩座公共圖書館。作爲兩大家族數百年競爭的見證，司徒氏圖書館和關族圖書館現在依然作爲地標建築矗立在赤坎鎮。
1920年司徒族人開設閲覽室以滿足族人文化需求，反響熱烈。後來有海外族人提議興建圖書館，1923年動工，1925年建成，縂投資三万多銀元，建築風格為歐式。落成后一年，再置美國大鈡一座。舘内陳列本族名人事跡，藏品還包括慈禧太后題字等珍品。
此擧震動了關族人，為了挽回面子，他們馬上於1925年組成家族圖書館組委會，1927年動工，1929年建成關族圖書館，規模與司徒氏相當。他們採用德國大鐘，也有各類珍貴藏品。
由於抗日戰爭影響，這兩座圖書館停辦長達數十年。但1980年代初，當地政府落實中央政府華僑政策，予以重開。目前除部分樓層留作同族聚會交流之用外，其餘區域仍作爲公共圖書館對公衆開放。

## 外部連結
- 开平赤坎政府网
- 赤坎：30年代的布景80年代的生活 （页面存档备份，存于）

## 相關人物
- 司徒美堂
- 司徒華：已故香港立法會議員、香港基本法起草委員會委員、香港民主黨、香港教育專業人員協會、香港市民支援愛國民主運動聯合會創辦人
- 司徒丙鶴：作家
- 司徒宏沛： 廣州中山醫學院腫瘤醫院創辦人之壹
- 鄧月薇： 九一一恐怖襲擊殉難的華裔空姐